# Little Walter
 (décembre 2022).
Si vous disposez d'ouvrages ou d'articles de référence ou si vous connaissez des sites web de qualité traitant du thème abordé ici, merci de compléter l'article en donnant les références utiles à sa vérifiabilité et en les liant à la section « Notes et références ».
Marion Walter Jacobs, dit Little Walter, est un chanteur, harmoniciste et guitariste de blues américain, né à Marksville, Louisiane, le 1er mai 1930, décédé à Chicago, le 15 février 1968. Connu pour son caractère querelleur et acariâtre, il mourut accidentellement lors d'une rixe de rue. Révolutionnant les techniques existantes de l'harmonica blues, utilisant le microphone comme caisse de résonance externe à son instrument, il est surtout réputé pour sa technicité et sa virtuosité qui fascinait dit-on les saxophonistes de jazz.

## Biographie
Jacobs est né en 1930 (récemment découvertes, des données de recensement suggèrent qu'il est né plus tôt, peut-être dès 1925) à Marksville, en Louisiane, et a grandi dans la Paroisse des Rapides (anglais : Rapides Parish), en Louisiane, où il a appris à jouer de l'harmonica. Il quitte l'école à l'âge de 12 ans et quitte la Louisiane rurale et voyage en faisant des petits boulots et chantant dans les rues de la Nouvelle-Orléans, Memphis, Helena, Arkansas et Saint Louis pour essayer de gagner de l'argent. Il a perfectionné ses compétences musicales sur l'harmonica et la guitare en jouant avec des bluesmen plus anciens, y compris Sonny Boy Williamson II, Sunnyland Slim, Honeyboy Edwards et d'autres.
Arrivé à Chicago en 1945, il a parfois trouvé du travail en tant que guitariste, mais a attiré le plus d'attention pour son jeu déjà très développé d'harmonica. Selon le bluesman de Chicago Floyd Jones, le premier enregistrement de Little Walter était une démo inédite enregistrée peu de temps après son arrivée à Chicago, sur laquelle Walter jouait de la guitare. Jacobs, frustré par son harmonica noyé par les guitares électriques, adopta une méthode simple mais auparavant peu utilisée : placer un petit microphone dans ses mains avec son harmonica et brancher le microphone sur un système de sonorisation pour sortir le son sur un amplificateur de guitare. Il pourrait ainsi rivaliser avec le volume d'un guitariste. Cependant, contrairement à d'autres joueurs contemporains d'harmonica de blues, tels que Sonny Boy Williamson I et Snooky Pryor, qui comme d'autres harmonicistes avaient aussi commencé à utiliser la technologie d'amplification nouvellement disponible mais uniquement pour le volume supplémentaire, Little Walter pousse délibérément ses amplificateurs au-delà, en utilisant l'amplification pour explorer et développer de nouveaux timbres radicaux et des effets sonores auparavant inconnus d'un harmonica ou de  tout autre instrument. Dans une courte note biographique sur Little Walter, Madison Deniro écrit qu'il est « le premier musicien de toute nature à utiliser délibérément la distorsion électronique ».
En 1947, Marion Jacobs arrive à Chicago et fait ses premiers enregistrements. Il reste associé à Muddy Waters jusqu'au début des années 1950. Il enregistre le 12 mai 1952 l'instrumental Juke : c'est le premier succès d'un morceau d'harmonica dans les charts R&B.
Jacobs "Little Walter" a accompagné à l'harmonica de nombreux artistes : outre Muddy Waters (ses chansons I Just Want to Make Love to You et Forty Days and Forty Nights pour Chess Records ont permis à Little Walter d'enregistrer parmi ses meilleurs solos), on peut citer entre autres John Brim, Memphis Minnie, Johnny Shines, Bo Diddley, Shel Silverstein, Otis Rush, Robert Nighthawk, Floyd Jones, Jimmy Rogers, Johnny Young et Rocky Fuller
Son titre Temperature a été repris par Aerosmith sur leur album de reprises Honkin' on Bobo. Willie Dixon dit de lui : Little Walter était un très grand harmoniciste, mais Big Walter - nous l'appelions Big Walter - était un harmoniciste d'Enfer. Big Walter a de très nombreuses fois créé l'ambiance avec un harmonica dont les gens disaient qu'il était dans les mains de Little Walter. En quelque sorte, il a appris à jouer à Sonny Boy Williamson, Little Walter et tous ces gars-là.
Il a été intronisé au Rock & Roll Hall of Fame le 10 mars 2008.

## Décès
Quelques mois après être rentré de sa seconde tournée européenne, Little Walter fut impliqué dans une rixe pendant l'entracte d'un concert qu'il donnait dans un night-club du South Side de Chicago. Il ne souffrit apparemment que de blessures mineures, mais qui vinrent aggraver des lésions datant de violentes altercations passées, et il mourut pendant son sommeil dans l'appartement d'une amie, au 209 East 54th Street à Chicago. Son certificat de décès mentionne une thrombose coronarienne comme cause de sa disparition, sans blessures apparentes. Il fut enterré le 22 février 1968 au cimetière St. Mary d'Evergreen Park, Illinois. Sa tombe demeura sans signalement jusqu'en 1991.

## Hommages
Little Walter apparaît dans le film Cadillac Records, joué par Columbus Short.
Une espèce d'araignée a été nommée en son honneur : Allocybaeina littlewalteri.